# ارتفاعات آل‌توش

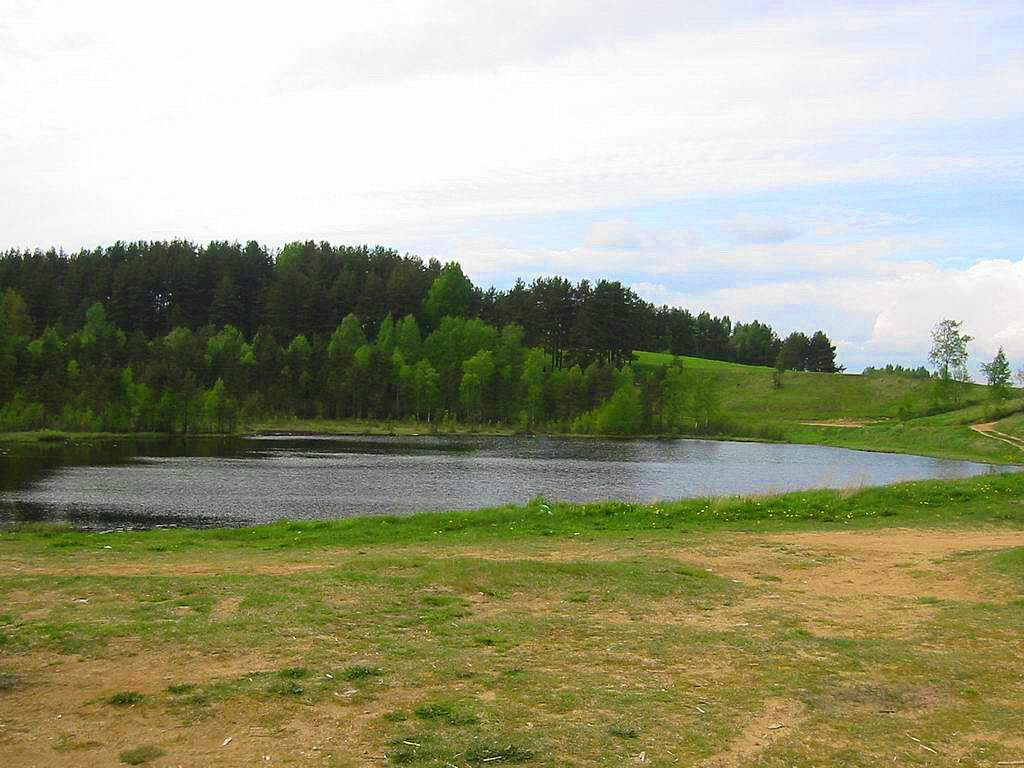

ارتفاعات کُلتوش (به روسی: Колтушская возвышенность) (کُلتوشسکیه ویسوُتی) فلات کَموی واقع در بخش جنوبی ناحیه وسیوولوشسکی در استان لنینگراد است. این منطقه در فهرست میراث جهانی یونسکو به عنوان اثر شمارهٔ ۵۴۰–۰۳۲ ثبت شده است. ارتفاعات کُلتوش در استان لنینگراد، ناحیه وسیوولوشسکی، کلتوشی قرار دارد. این تصمیم در چهاردهمین نشست کمیته میراث جهانی یونسکو که از ۷ تا ۱۲ دسامبر ۱۹۹۰ در شهر بنف (کانادا) برگزار شد، اتخاذ گردید.

## جغرافیا
این ارتفاعات در دشت پرینِوا قرار دارد و به شکل یک قوس نامنظم است.
طول این ارتفاعات از شمال به جنوب ۲۵ کیلومتر است و از حاشیه جنوبی شهر وسیولوشسک تا روستای مانوشکینو امتداد دارد. عرض آن از غرب به شرق ۶ کیلومتر است که از روستای هیرواستی تا سکونتگاه وویِیکوو کشیده شده است.